# سام ستيوارد
سام ستيوارد (بالإنجليزية: Sam Steward)‏ هو ملاكم محترف بريطاني يصنف ضمن فئة الوزن الخفيف.

## إحصائيات
خاض خلال مسيرته 126 نزالا، فاز في 86 وتعادل في 21 وخسر في 19. فاز بالضربة القاضية في 12 نزالا.

## روابط خارجية
- سام ستيوارد على موقع بوكس ريك (الإنجليزية) (registration required)